# Гнилушка (приток Золки)
Гнилушка — река в России, протекает в Георгиевском и Советском городских округах Ставропольского края. Длина реки составляет 15 км, площадь водосборного бассейна 30,9 км².
Начинается на восточной окраине города Георгиевска, течёт в северо-восточном направлении через дубовый лес мимо Шаумянского, Новомихайловского, Андреевского. В среднем течении река пересыхает. Устье реки находится в 2,8 км по левому берегу реки Золка к югу от Солдато-Александровского.

## Данные водного реестра
По данным государственного водного реестра России относится к Западно-Каспийскому бассейновому округу, водохозяйственный участок реки — Кума от впадения реки Подкумок до Отказненского гидроузла. Речной бассейн реки — Бессточные районы междуречья Терека, Дона и Волги.
Код объекта в государственном водном реестре — 07010000612108200002024.